# Leonard Jerome

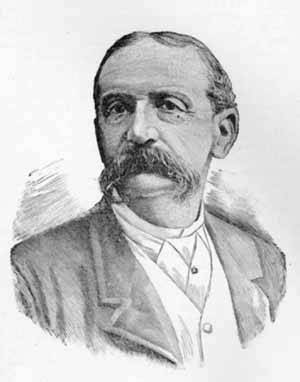
Leonard Jerome

Leonard Walter Jerome, född 3 november 1817, död 3 mars 1891, var en äventyrlig affärsman, som två gånger vann och förlorade en stor förmögenhet på börsen. Han var morfar till Winston Churchill.
Leonard Jerome var son till Aurora Murray och Isak Jerome. Isaac var en avlägsen ättling till en fransk Huguenot invandrare som anlände till New York koloni år 1717. Jerome föddes på en gård i centrala New York staden Pompejus, nära Syracuse. Han studerade juridik, tog examen från Union College, och inrätta en praktik i Rochester, New York. Han flyttade senare till New York City, där han blev en aktie spekulant och främjare.
Jerome gifte Clara Hall (1825-1895) i Palmyra, New York den 5 april 1849, och de hade fyra döttrar tillsammans. En dotter, Camille, dog vid åtta års ålder. De andra tre - Jennie, Clara och Leonie - blev känd, på vissa håll, som "Den gode, den kvick och den vackra". Leonard Jerome rikedom gett sina döttrar möjlighet att tillbringa mycket tid i Europa där de är förknippade med den aristokratiska eliten av dagen. Alla tre gifte sig med brittiska män:
- Jennie Jerome gifte lord Randolph Churchill (1849-1895), yngre son till hertigen av Marlborough, och var mor till Winston Churchill och en son.
- Clarita Jerome, känd som Clara, gift Moreton Frewen (1853-1924), femte son till Thomas Frewen MP, en charmig slösare som sprang upp enorma skulder som försöker driva en ranch i Wyoming, och genom spel, sport och kvinnor. De hade två söner, Hugh och Oswald, och en dotter Clare.
- Leonie Jerome gifte sig John Leslie (1857-1944), en irländsk Baronet, vars familj dödsbon omfattas 70.000 hektar (280 km2). De hade fyra söner. Under många år upprätthöll hon en förbindelse med prins Arthur, hertig av Connaught och Strathearn.

Jerome var också ryktas om att vara far till den amerikanska operasångerskan Minnie Hauk. Han hade också en affär på 1860-talet med fru Pierre Lorillard Ronalds, sedan separerade från sin man. Mrs Ronalds bodde senare i London, där hon förblev en vän till Jerome dotter Jennie. 
Leonard Jerome dog vid en ålder av 73 i Brighton, England. Han är begravd i Green-Wood Cemetery i Brooklyn.